# عقوبة الإعدام في سوريا

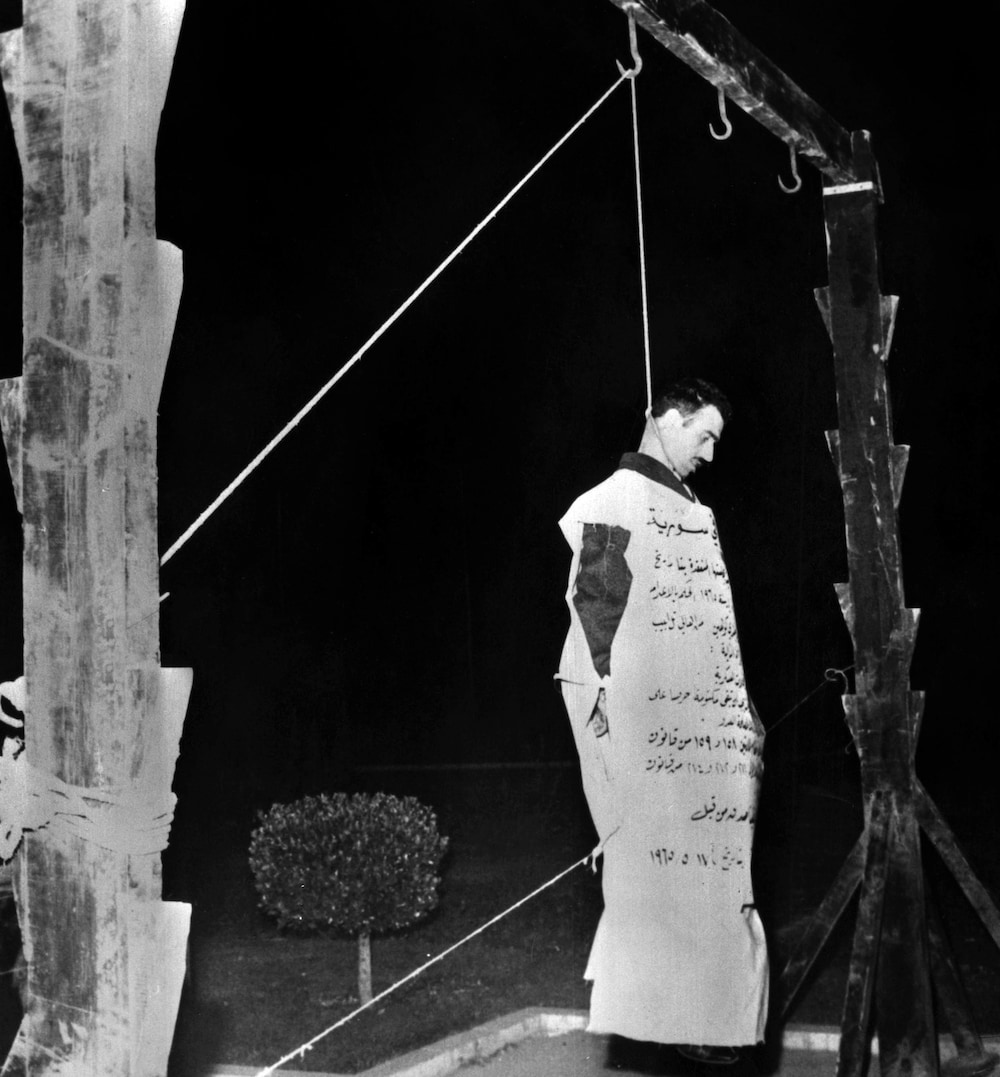

عقوبة الإعدام مشروعة في سوريا. عقوبة الإعدام تنفذ في سوريا بتهمة الخيانة والقتل والأعمال السياسية مثل حمل السلاح ضد الشعب السوري في صفوف العدو وتهريب القوات المسلحة للعدو في البلاد وأعمال التحريض العسكرية أو في زمن الحرب والسرقة بالقوة والاغتصاب والانتماء لالإخوان المسلمون في سوريا وتهريب المخدرات ويتم تنفيذ الإعدام شنقا أمام الملأ. [بحاجة لمصدر]
ويحتل تنظيم الدولة الإسلامية جزء من البلاد والذي يمارس الإعدام خارج نطاق القضاء مثل عمليات الإعدام الجماعي.